# Mouvement de contrôle des naissances aux États-Unis
Le mouvement de contrôle des naissances aux États-Unis est une campagne de réformes sociales qui débute en 1914. Ce mouvement vise à accroître la disponibilité de la contraception pour les femmes américaines par les voies de l'éducation et de la légalisation.

## Contraception et contrôle des naissances auXIXesiècle
Avant 1914, les pratiques contraceptives sont communes à travers les États-Unis. Ces pratiques incluent la méthode du rythme (pas de rapport sexuel non protégé pendant les jours de fécondité), la méthode de retrait, les diaphragmes, les éponges contraceptives, les préservatifs, l'allaitement maternel prolongé, et les spermicides. L'utilisation des contraceptifs augmente tout au long du XIXe siècle, contribuant à faire baisser de 50 % le taux de fécondité aux États-Unis entre les années 1800 et 1900, en particulier dans les régions urbaines.
La seule enquête connue des habitudes de contraception des femmes américaines menée au cours du XIXe siècle est réalisée par Clelia Mosher, de 1892 à 1912. L'enquête est basée sur un petit échantillon de femmes de classe sociale supérieure, et montre que la plupart des femmes utilisent ces pratiques contraceptives (principalement les douches vaginales, mais aussi le retrait, le rythme, les préservatifs et les diaphragmes). De plus, celles-ci considèrent les rapports sexuels comme des actes agréables qui pourraient être entrepris sans le but de procréer.

## Début du mouvement (1914-1916)

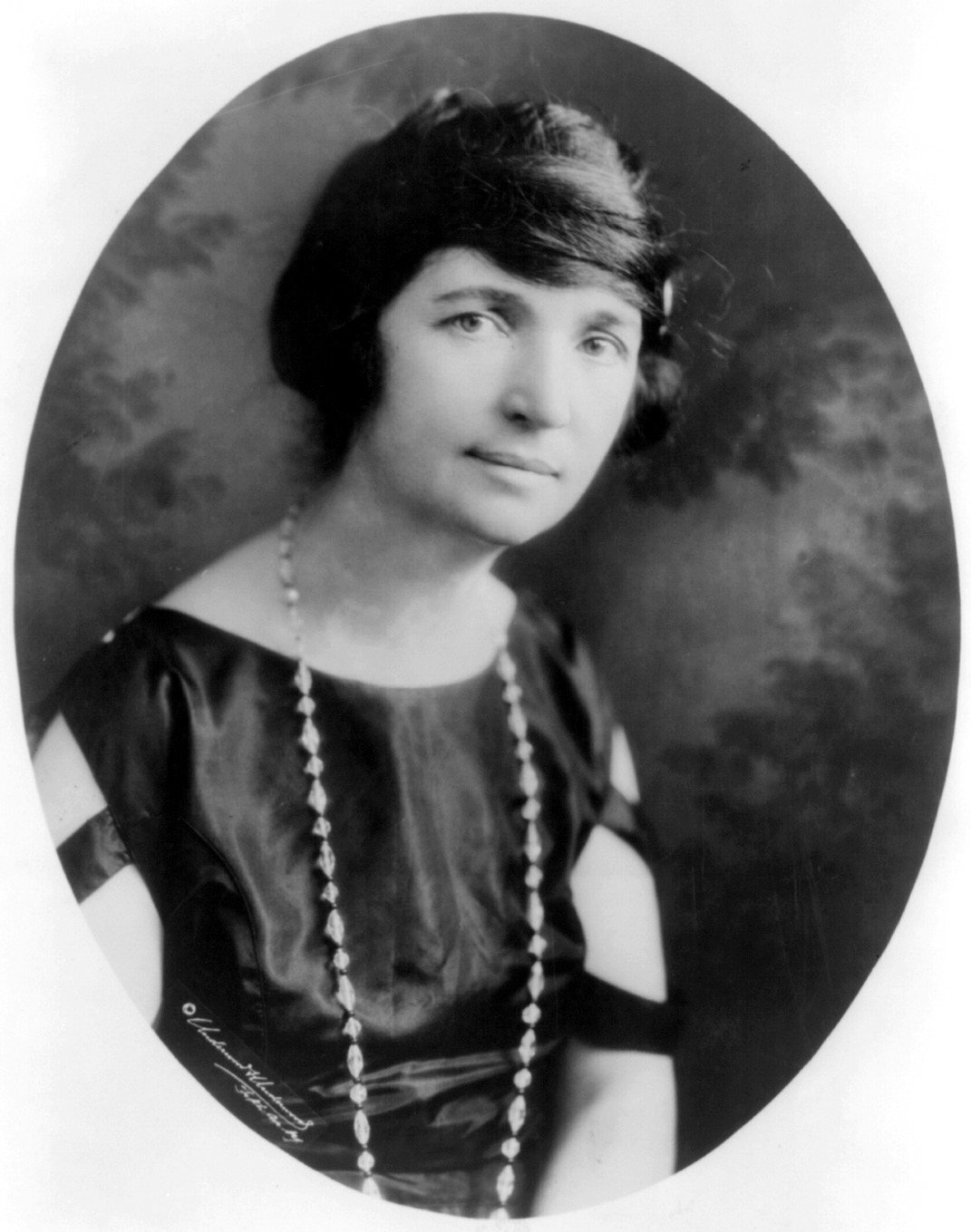
Margaret Sanger, meneuse du mouvement du contrôle des naissances aux États-Unis

Le mouvement de contrôle des naissances commence dans la ville de New York en 1914 lorsqu'un groupe politique radical, dirigé par Emma Goldman, Marie Dennett, et Margaret Sanger, se préoccupe des problèmes que provoquent l'accouchement et l'auto-avortement chez les femmes à faible revenu. En particulier, Margaret Sanger cherche à allier sa cause avec le mouvement eugéniste, en pleine croissance à cette époque aux États-Unis. Elle fait donc régulièrement appel à l'autorité des chercheurs eugénistes Karl Pearson et Charles Davenport, ainsi qu'à d'autres chercheurs cités dans son magazine Birth Control Review au début des années 1920. Pour faire accepter ce contrôle des naissances, le groupe politique défend donc une forme d'eugénisme en souhaitant empêcher la reproduction de groupes de population jugés « indésirables ».
Tout en cherchant à légitimer le mouvement de contrôle des naissances, en partie grâce à l'approbation de l'eugénisme organisé, Margaret Sanger et d'autres militants travaillent également sur le front politique. Puisque la contraception est considérée comme obscène à l'époque, les militants ciblent les lois Comstock, qui interdisaient la distribution de tout document « obscène, vulgaire, et/ou lascif » par le service postal des États-Unis. En espérant provoquer une décision de justice favorable, Margaret Sanger enfreint délibérément enfreint la loi en distribuant, en 1914, La Femme Rebelle, un bulletin d'information contenant un débat sur la contraception.
En 1916, Margaret Sanger ouvre la première clinique de contrôle des naissances aux États-Unis, mais celle-ci est immédiatement fermée par la police tandis que la militante est condamnée à 30 jours de prison.

## Temps de l'acceptation (1917-1923)
Un tournant majeur pour le mouvement survient au cours de la Première Guerre mondiale, où de nombreux militaires américains se voient diagnostiquer des maladies vénériennes. En réponse, le gouvernement lance une campagne contre les maladies vénériennes et commence à considérer les rapports sexuels et la contraception comme des sujets légitimes pour la recherche scientifique. C'est la première fois qu'une institution gouvernementale des États-Unis s'engage dans une discussion publique sur des sujets d'ordre sexuel. En conséquence, la contraception passe d'une question morale à une question de santé publique.
Encouragée par le changement d'attitude du public concernant le contrôle des naissances, Margaret Sanger ouvre une deuxième clinique de contraception, en 1923, sans qu'il n'y ait cette fois d'arrestation ou de controverse. Pendant les années 1920, les débats publics sur la contraception deviennent plus courants, et le terme « contrôle des naissances » est établi dans la langue vernaculaire de la nation. La disponibilité généralisée de la contraception marque une transition vers une société sexuellement plus permissive vis-à-vis de la rigidité des mœurs de l'époque victorienne.

## Progrès et régressions (des années 1920 à 1940)
Les victoires judiciaires motivent, en 1937, l'Association médicale américaine à faire de la contraception un élément essentiel des programmes scolaires de médecine. Mais la communauté médicale tarde à accepter cette nouvelle responsabilité et les femmes continuent à s'appuyer sur des conseils contraceptifs dangereux et inefficaces provenant de sources mal informées. En effet, bien que les cliniques de contraceptions deviennent plus courantes à la fin des années 1920, le mouvement de contrôle des naissances reste confronté à d’importantes oppositions. De grands secteurs de la communauté médicale s'opposent encore à la contraception. Les défenseurs de la contraception sont mis sur liste noire par l’industrie de la radio. Les lois des États-Unis ainsi que les lois fédérales — bien qu’elles ne soient généralement pas appliquées — interdisent toujours à cette époque la contraception.
En 1942, la Planned Parenthood Federation of America est créé, développant ainsi un réseau national de cliniques de contrôle des naissances (400 cliniques en 1942). Ainsi, après la Seconde Guerre mondiale, la contraception est acceptée par la profession médicale, et les lois anti-contraception Comstock, qui restent alors encore en vigueur, ne sont plus que rarement appliquées.